# フィルムナガル

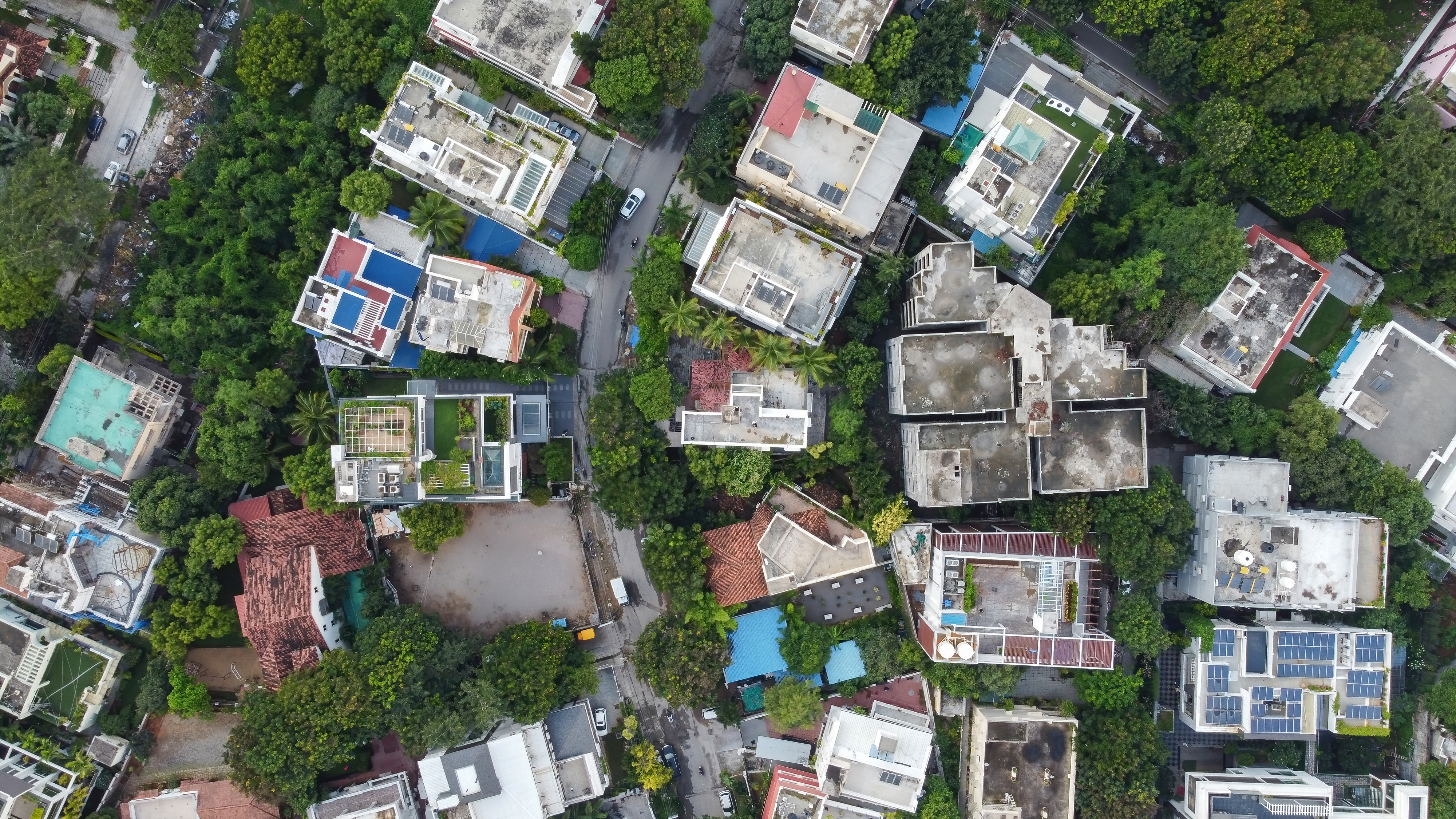
フィルムナガル

フィルムナガル（Film Nagar）は、インドのアーンドラ・プラデーシュ州ハイデラバード西部の地域。テルグ語映画の製作拠点であり、同地域には歴史的な映画スタジオが複数存在する。

## 概要
フィルムナガルはジュビリーヒルズ、バンジャラヒルズ、ナナクラムグダ、マダプールで構成されており、テルグ語映画に携わる人々が多数居住している。この地域周辺にはテルグ語映画の製作スタジオであるスレーシュ・プロダクション、アンナプルナ・スタジオ、ラーマクリシュナ・シネ・スタジオ、パドマラーヤ・スタジオ、ヴァイシュノ・アカデミー、ヴィジャヤンティ・ムービーズ、シュリー・ラクシュミー・プラサンナ・ピクチャーズなどが存在する。また、テルグ語映画のオーディオ・リリース・イベントが行われるシルパカラ・ヴェディカ、フィルムフェア賞 南インド映画部門授賞式が行われるハイテク・シティもフィルムナガル周辺に位置している。

## ギャラリー

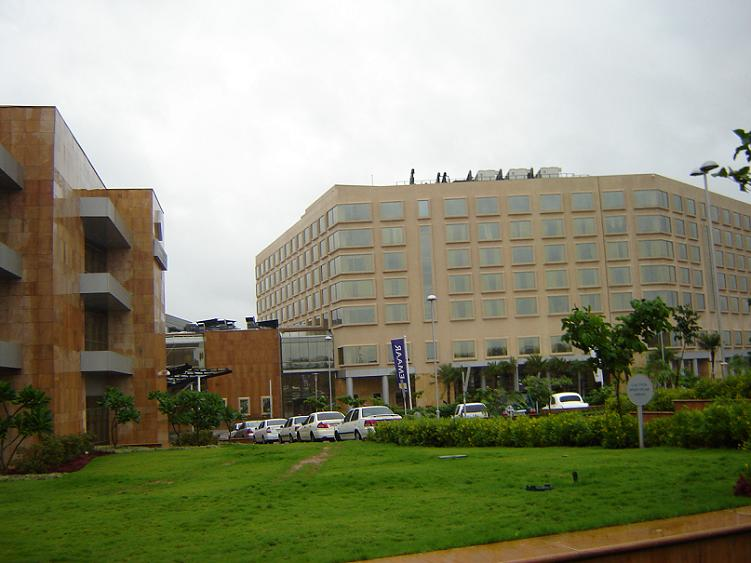
ハイテク・シティ（2007年以降のフィルムフェア賞 南インド映画部門授賞式会場[4][5]）
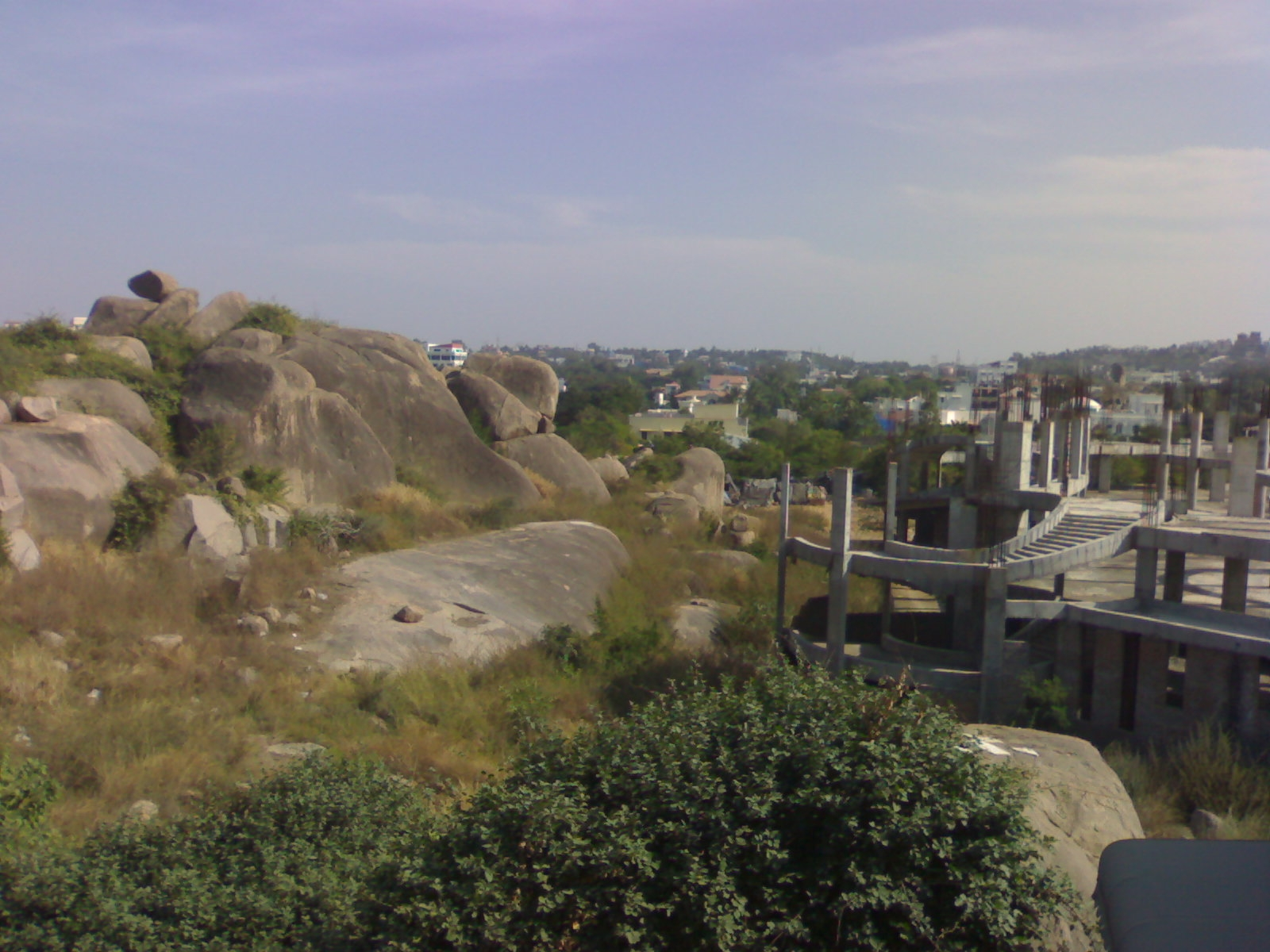
ジュビリーヒルズ（テルグ語映画俳優の居住地区）
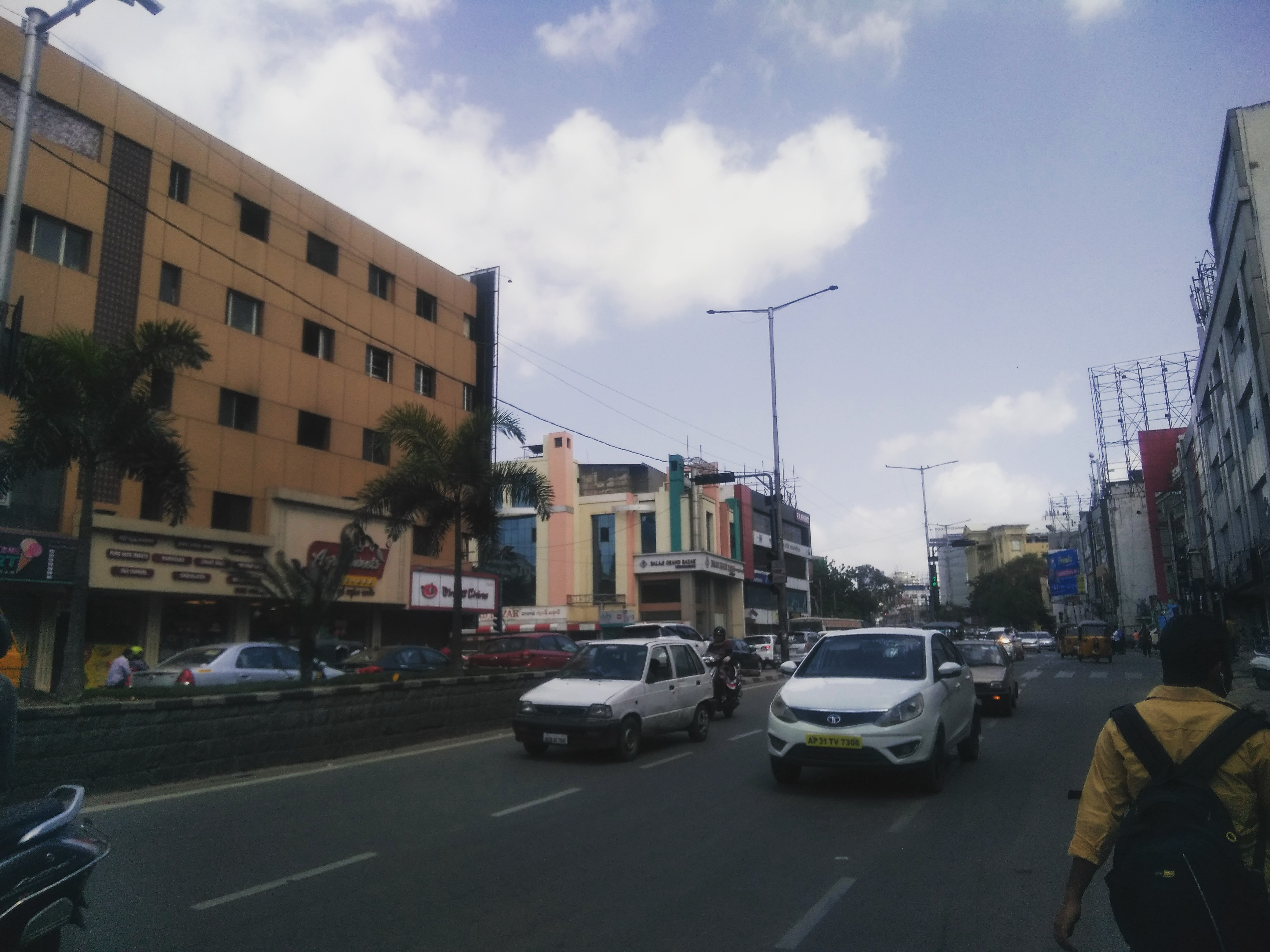
バンジャラヒルズ（商業地区）
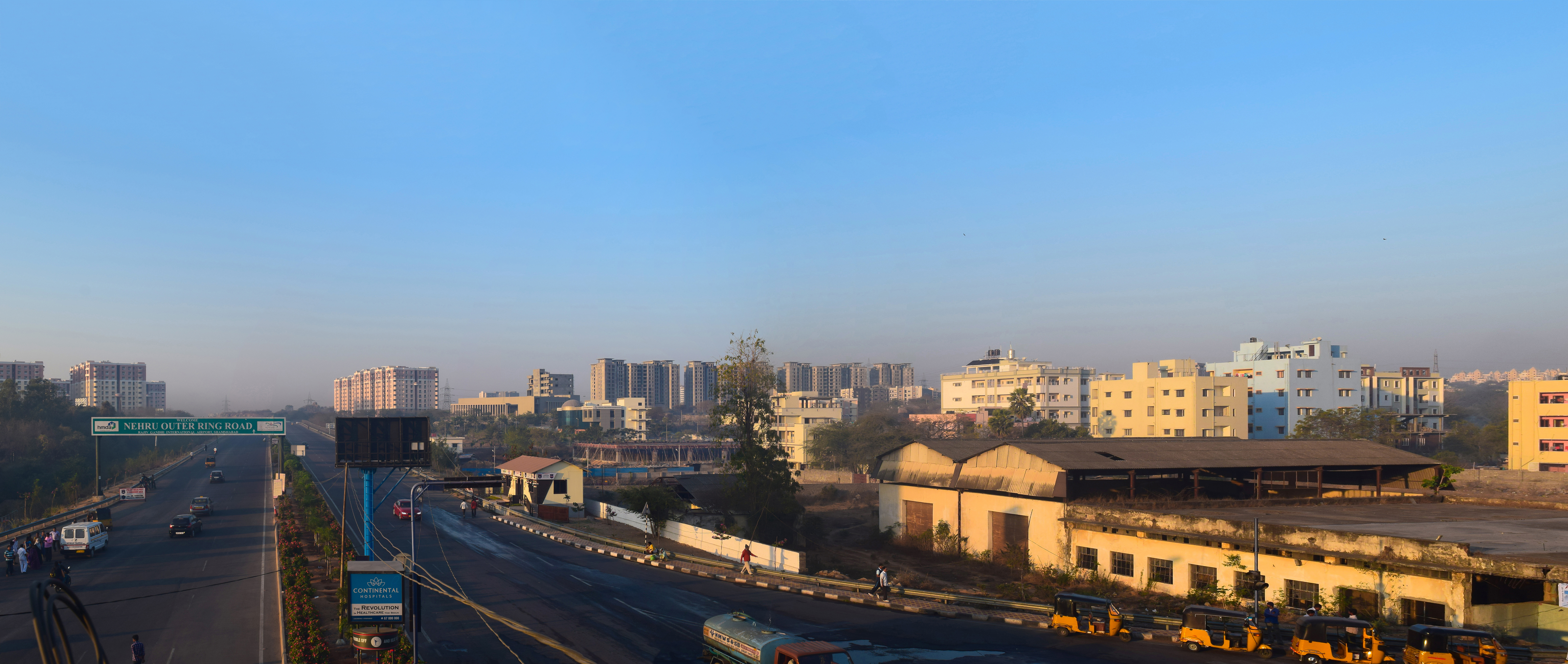
ナナクラムグダ（金融地区）
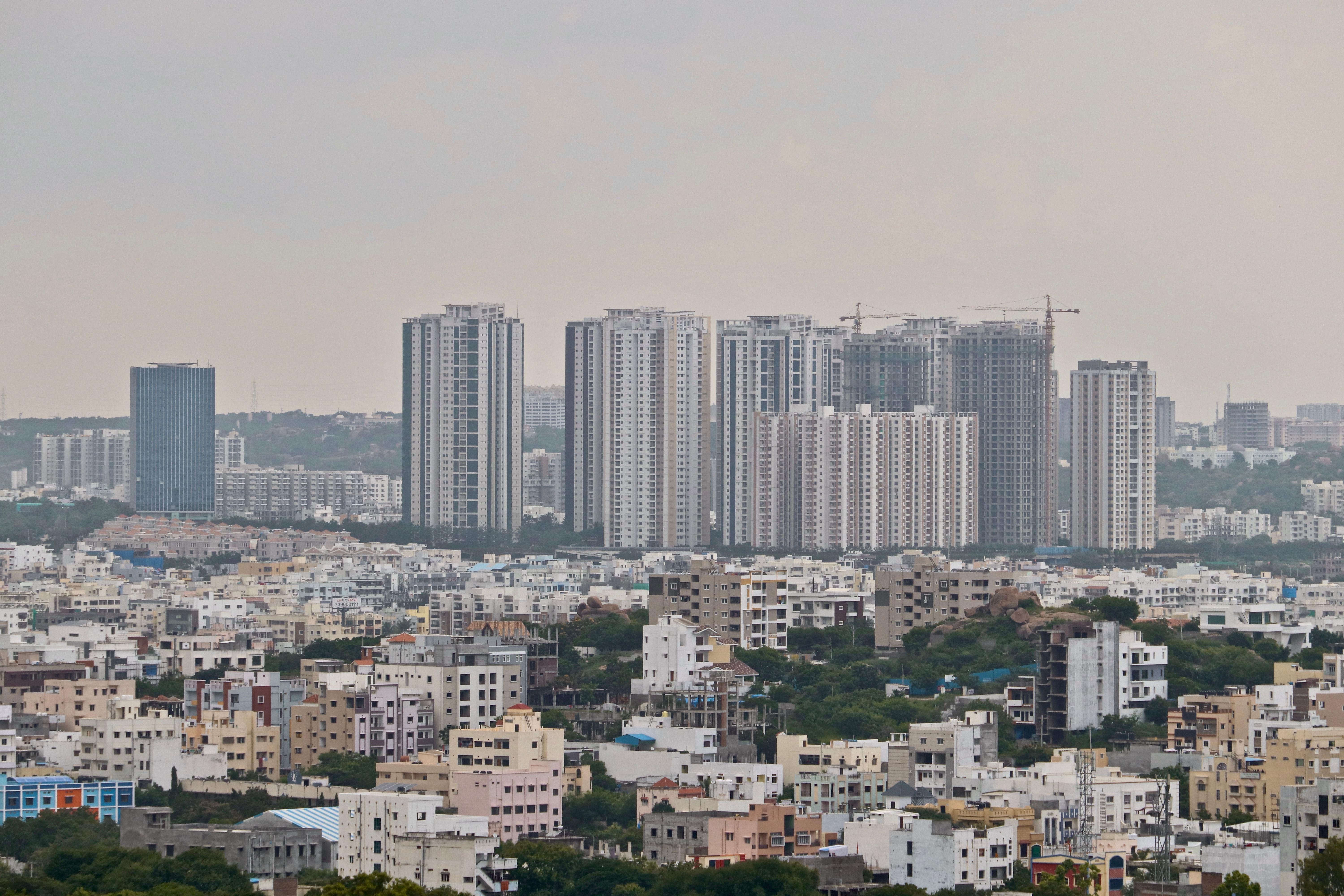
マダプール（IT産業地区）